# Delaunay-Belleville
Delaunay-Belleville (S.A. des Automobiles Delaunay-Belleville, Делоне-Бельвиль) — французский производитель автомобилей с 1903 года, со штаб-квартирой в Сен-Дени. В 1946 году компания была куплена фирмой Rovin, в 1950 году производство автомобилей было прекращено.
Автомобилестроительная компания «SA des Automobiles Delaunay-Belleville» была основана в 1903 году Луи Делоне, при технической поддержке Мориса Барбару, на базе фирмы по выпуску котлов и другой паровой техники «Delaunay-Belleville», созданной в 1850 году тестем Луи Делоне Жюльеном Бельвилем. Морис Барбару имел опыт работы в таких компаниях, как Clement, Lorraine-Dietrich и Benz и отвечал в фирме за техническую часть, а также стиль и дизайн (его идеей была и круглая решётка радиатора). Компания начала производство с трёх четырёхцилиндровых моделей мощностью 16, 24 и 40 л.с. Первый автомобиль был выставлен на Парижском автосалоне 1904 года, где он получил большое признание.
В 1905 году граф Орлов заказал для императора Николая II первый автомобиль — это был «Делоне-Бельвиль». В итоге, в 1905 году императорский двор получил две машины этой марки. Через год император заказал ещё один «Делоне-Бельвиль» SMT (фр. Sa Majesté le Tsar, «его царское величество»), на который выписанный Орловым из Франции водитель А. Кегресс установил гусеницы для зимних поездок. Кроме Николая II, автомобилями «Делоне-Бельвиль» пользовались король Греции Георг I и король Испании Альфонсо XIII.
Во время Первой мировой войны Делоне-Бельвиль производил танк Рено FT-17.
В 1946 году Рауль Пегулю, маркиз де Ровен, выкупил фирму и завод и начал производство мини-автомобильчиков под маркой Rovin. Под маркой «Делоне-Бельвиль» он возобновил производство довоенной модели RI-6, слегка модернизировав дизайн. Также машина стала предлагаться с преселективной коробкой передач системы Cotal. Но послевоенная Франция не нуждалась в дорогих автомобилях, и поэтому за весь 1947 год было продано всего 6 машин, а в первой половине 1948 года — ещё 4. С 1948 по 1950 год не было продано ни одной машины. Рауль умер в 1949 году, и в 1950 его наследник Робер Ровен закрыл производство автомобилей Delaunay-Belleville.

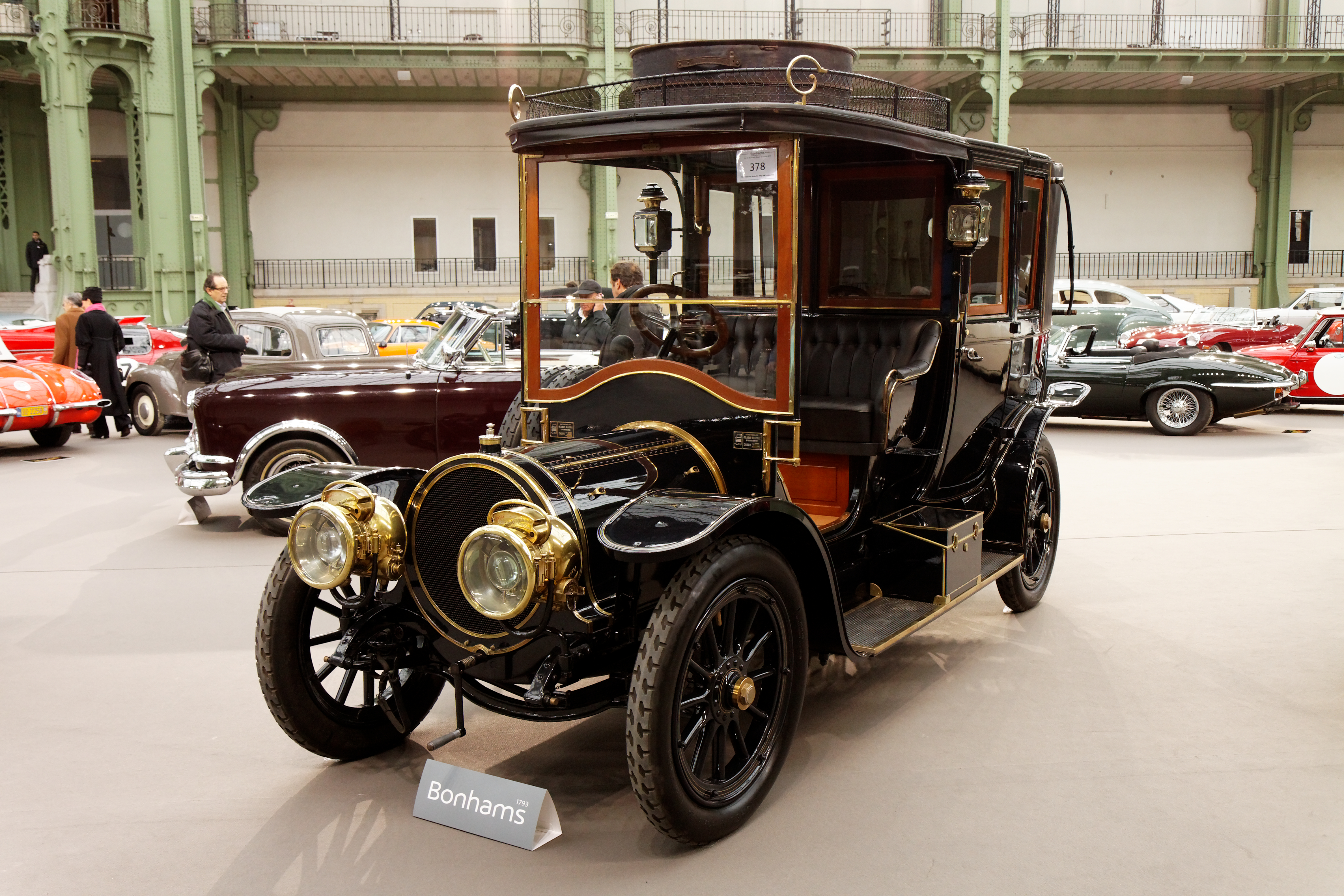
Delaunay-Belleville 1911 года
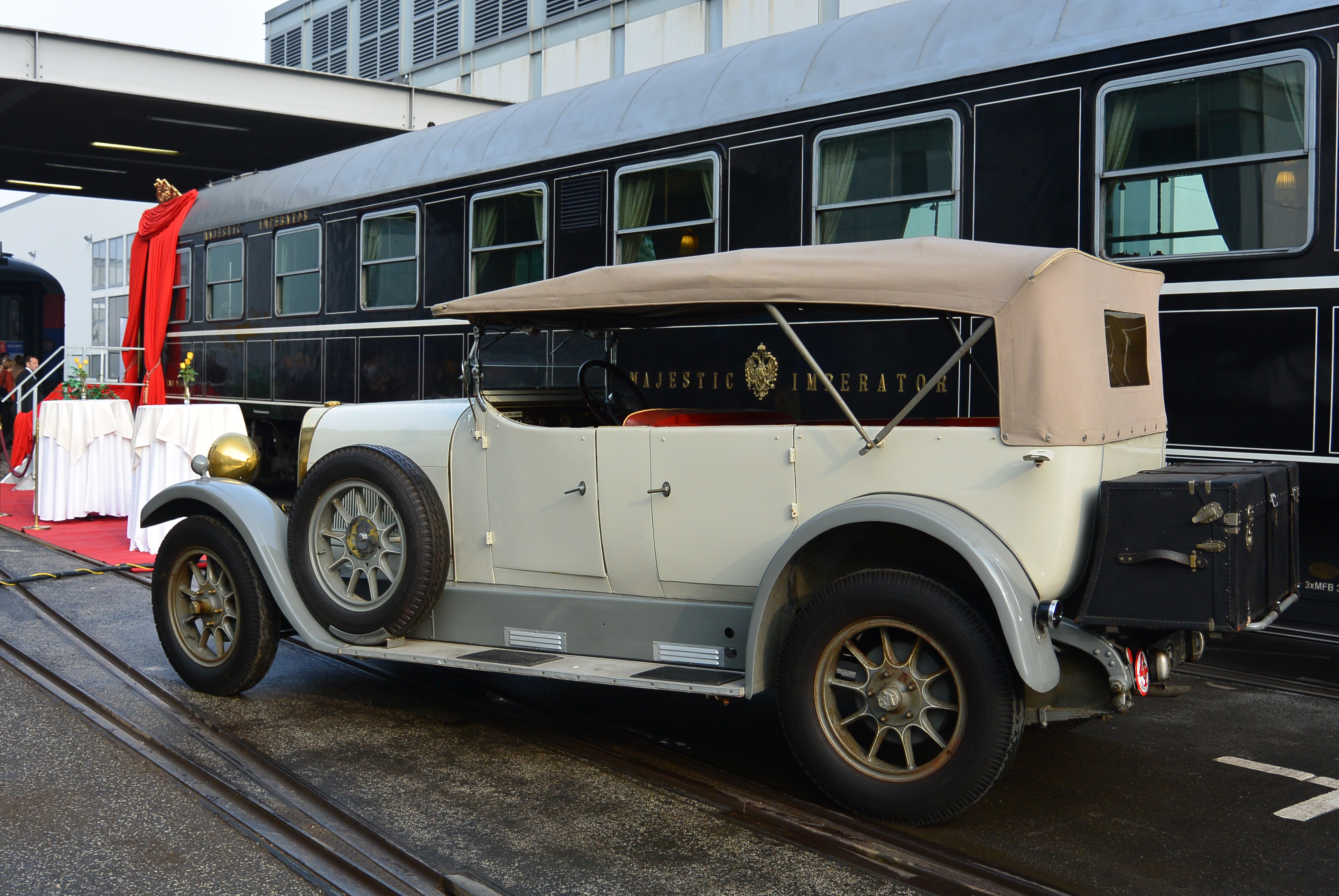
Delaunay-Belleville 1925 года
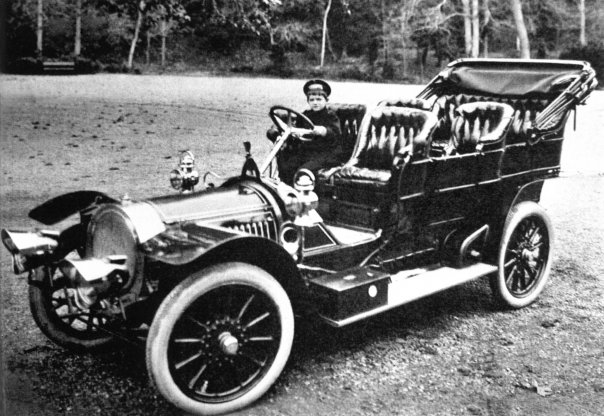
Царевич Алексей за рулем  Delaunay-Belleville (1909)